# Dickinson (Texas)
Dickinson és una població dels Estats Units a l'estat de Texas. Segons el cens del 2000 tenia 17.093 habitants.

## Demografia
Segons el cens del 2000, Dickinson tenia 17.093 habitants, 6.162 habitatges, i 4.522 famílies. La densitat de població era de 683,9 habitants/km².
Dels 6.162 habitatges en un 36,6% hi vivien nens de menys de 18 anys, en un 55,4% hi vivien parelles casades, en un 13% dones solteres, i en un 26,6% no eren unitats familiars. En el 21,6% dels habitatges hi vivien persones soles el 6,6% de les quals corresponia a persones de 65 anys o més que vivien soles. El nombre mitjà de persones vivint en cada habitatge era de 2,76 i el nombre mitjà de persones que vivien en cada família era de 3,22.
Per edats la població es repartia de la següent manera: un 28,5% tenia menys de 18 anys, un 9,6% entre 18 i 24, un 30,5% entre 25 i 44, un 21,8% de 45 a 60 i un 9,6% 65 anys o més.
L'edat mediana era de 34 anys. Per cada 100 dones de 18 o més anys hi havia 98,2 homes.
La renda mediana per habitatge era de 41.984$ i la renda mediana per família de 46.585$. Els homes tenien una renda mediana de 36.391$ mentre que les dones 26.943$. La renda per capita de la població era de 19.785$. Aproximadament el 9,5% de les famílies i el 13,1% de la població estaven per davall del llindar de pobresa.

## Poblacions més properes
El següent diagrama mostra les poblacions més properes.